# Жуков (місто)
Жу́ков — місто, адміністративний центр Жуковського району, Калузька область, Росія. Утворює міське поселення «Місто Жуков».

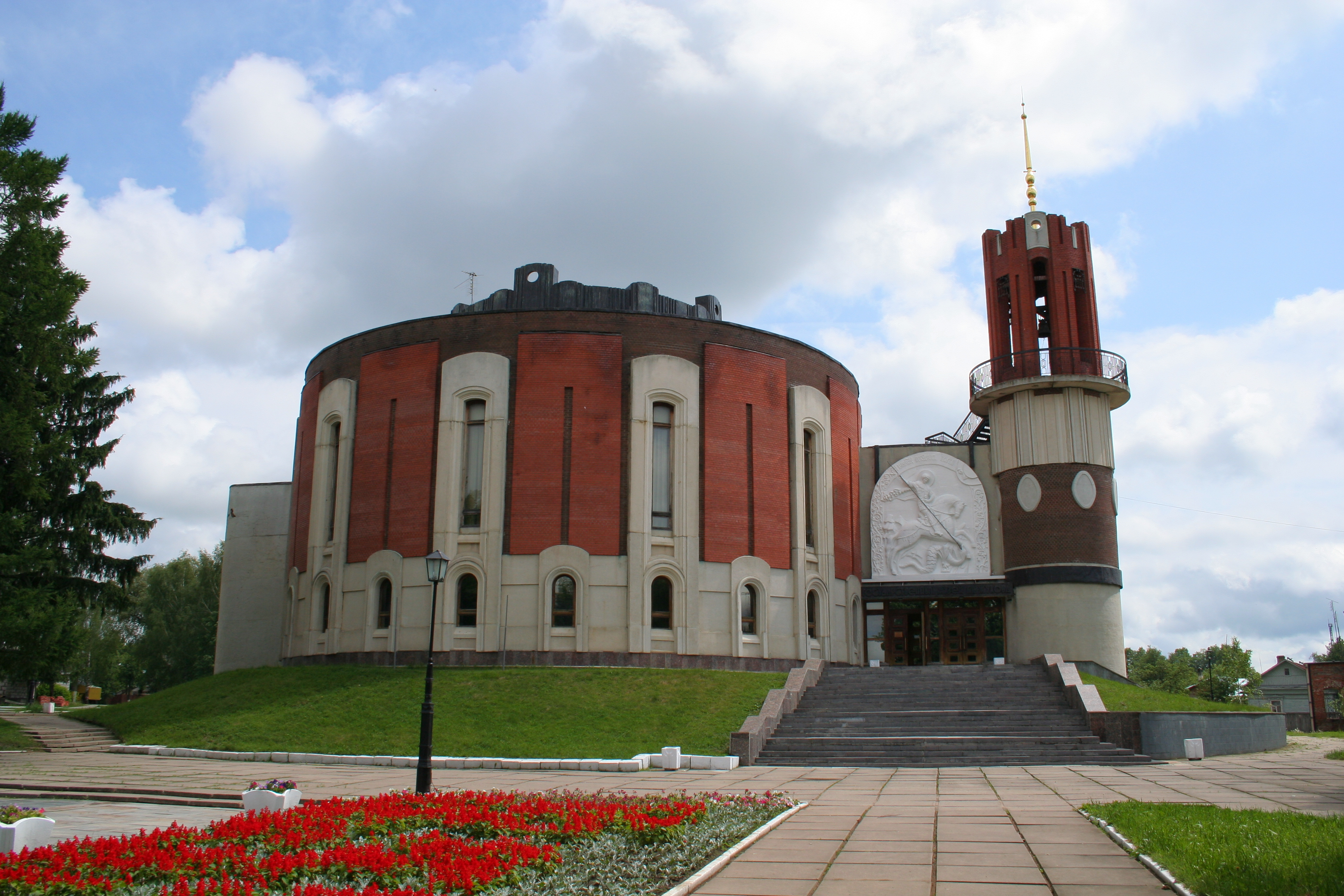
Музей Жукова

Населення — 12 505 чол. (2015).

## Географія
Знаходиться на північному сході області і розташоване за 100 км на північний захід від Москви по Калузькому шосе, за 90 км від обласного центру на ріці Угодцы (басейн Протви).
Місто Жуков є адміністративно-господарським і культурним центром однойменного району Калузької області. Площа міста - 20 км². За 5 кілометрів від міста знаходиться село Кутепово.

## Історія

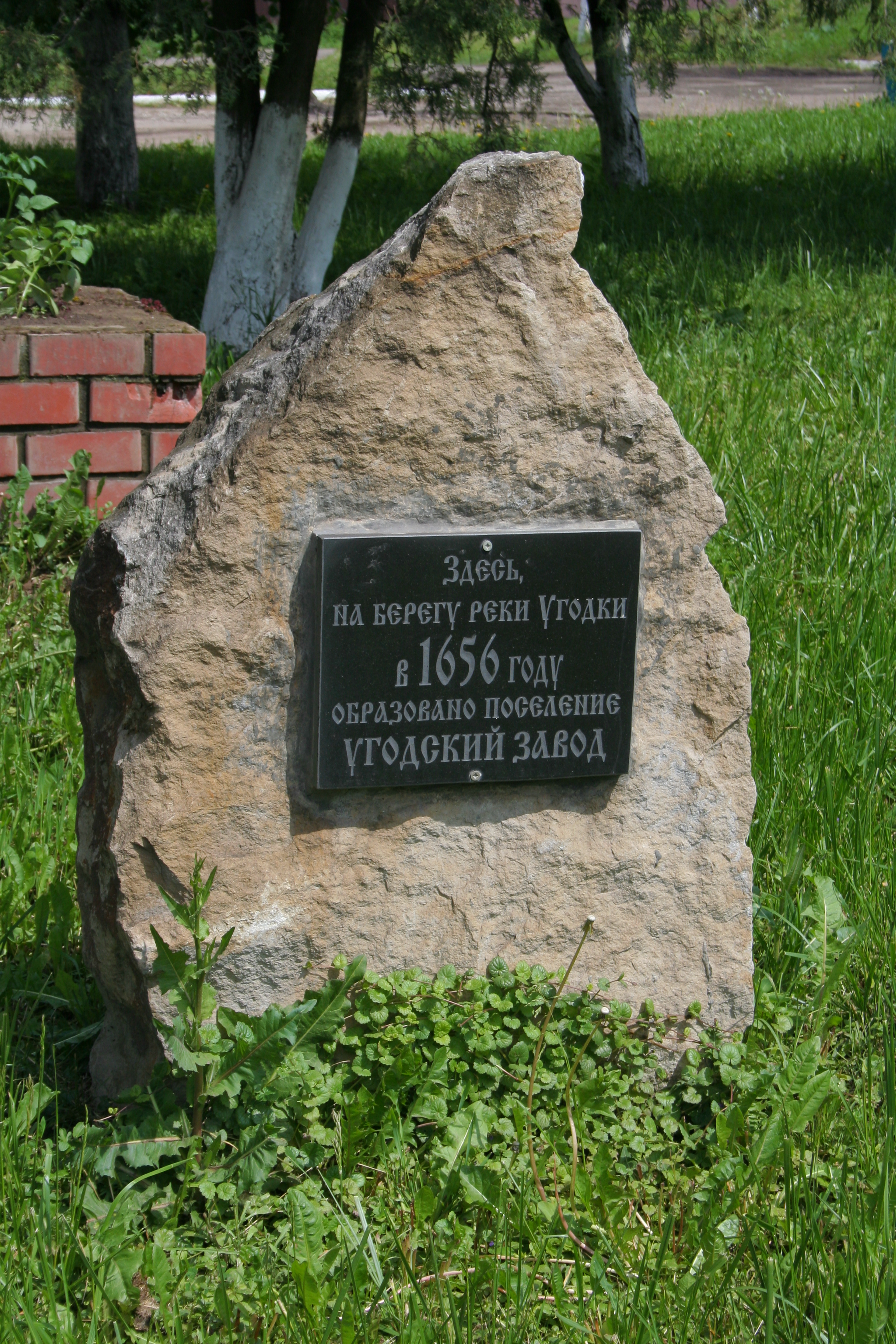
Пам'ятний камінь на місці заснування міста

В XVII столітті з'явився один з перших в Росії Угодський залізноробильний завод, який поклав в числі небагатьох інших початок російської гірничозаводської промисловості.
1974 року указом Президії Верховної Ради Російської РСР село Угодський завод було перейменовано в Жуково на честь Георгія Жукова, який народився неподалік у селі Стрелковка. В 1996 році було об'єднано з смт Протва, і отримало статус міста і ім'я Жуков.